# Свалка в облаците
„Свалка в облаците“ (на испански: Los amantes pasajeros) е испанска комедия от 2013 година на режисьора Педро Алмодовар.

## Сюжет
Внимание:  Текстът по-долу разкрива сюжета на произведението (или части от него)!
Airbus A340 на авиолинии „Пенинсула“ лети от Мадрид до Мексико Сити. По време на полета се открива сериозна техническа повреда и самолетът е принуден да кръжи над Испания в търсене на свободно летище, където да направи аварийно кацане. Когато пътниците осъзнават цялата опасност на ситуацията, те започват да свалят маските си, да разкриват собствените си тайни и пороци и да се показват такива, каквито са в действителност...

## Актьорски състав
| Актьор                | Роля                         |
| --------------------- | ---------------------------- |
| Хавиер Камара         | Хосера                       |
| Антонио де ла Торе    | Алекс Асеро                  |
| Раул Аревало          | Улоа                         |
| Карлос Аресес         | Фахардо                      |
| Уго Силва             | Бенито Морон                 |
| Лола Дуеняс           | Бруна                        |
| Сесилия Рот           | Норма Бос                    |
| Гийермо Толедо        | Рикардо Галан                |
| Хосе Мария Яспик      | Инфанте                      |
| Мигел Анхел Силвестре | Ел Новио (Младоженецът)      |
| Лая Марти             | Ла Новия (Булката)           |
| Хосе Луис Торихо      | старши Мас                   |
| Бланка Суарес         | Рут                          |
| Пепа Чаро             | Пилука                       |
| Агустин Алмодовар     | контролер на въздушната кула |
| Антонио Бандерас      | Леон                         |
| Пенелопе Круз         | Джеси                        |
| Пас Вега              | Алба                         |
| Сузи Санчес           | майката на Алба              |
| Кармен Мачи           | Ла Портера                   |